# Donna Andrews
Donna Andrews, född 12 april 1967 i Lynchburg i Virginia, är en professionell amerikansk golfspelare.
Andrews tog sin examen vid University of North Carolina 1989 och blev därefter professionell. Hon var en framgångsrik amatörspelare i Virginia och hon vann Virginia State Junior Championship två gånger och Virginia Women's State Amateur Championship fem gånger.
Hon blev medlem på den amerikanska LPGA-touren 1990. Hennes första seger på touren var även hennes största framgång då hon vann majortävlingen Nabisco Dinah Shore 1993. Därefter har hon vunnit ytterligare fem LPGA-tävlingar fram till november 2005.
Hon deltog i det amerikanska laget i Solheim Cup 1994 och 1998.

## Meriter

### Majorsegrar
- 1993 Nabisco Dinah Shore

### LPGA-segrar
- 1993 PING-Cellular One LPGA Golf Championship
- 1994 PING/Welch's Championship, ShopRite LPGA Classic
- 1997 Welch's/Circle K Championship
- 1998 Longs Drugs Challenge

### Övriga segrar
- 1983 Virginia State Junior Championship
- 1984 Virginia State Junior Championship, North and South Amateur Championship
- 1985 Virginia Women's State Amateur Championship
- 1986 Virginia Women's State Amateur Championship
- 1987 Virginia Women's State Amateur Championship
- 1988 Virginia Women's State Amateur Championship, North and South Amateur Championship
- 1989 Virginia Women's State Amateur Championship
- 1996 JC Penney Classic (med Mike Hulbert)